# Gyulafehérvár történelmi központja

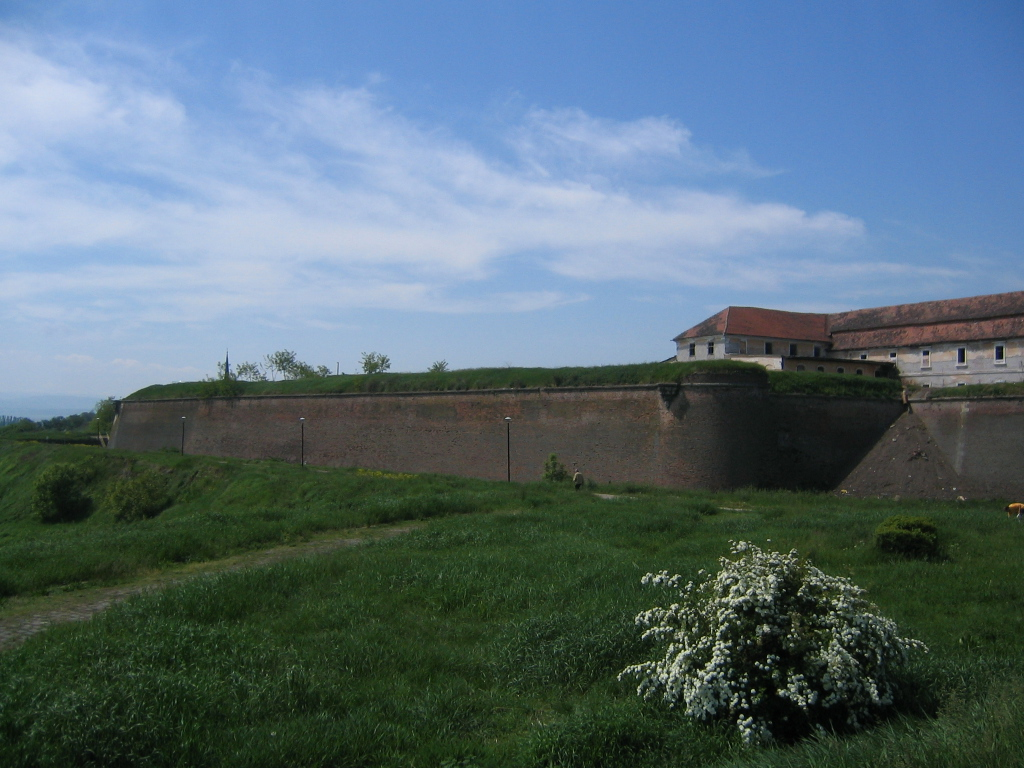
A vár délkeleti fala

Gyulafehérvár történelmi központja 1991 óta a világörökség javaslati listáján szereplő helyszín. Az ókori római Apulum erődítésén belül elhelyezkedő műemlékek különböző korszakokat képviselnek. A középkori óvárost egy 1714–1735 között épült fal veszi körül. Itt található a 13. századi székesegyház, a régi püspöki palota, amely a 16. században fejedelmi palotává lett, a jelenlegi püspöki palota, az Apor-palota, a Batthyáneum, illetve az 1922-ben épült ortodox katedrális.

## A vár

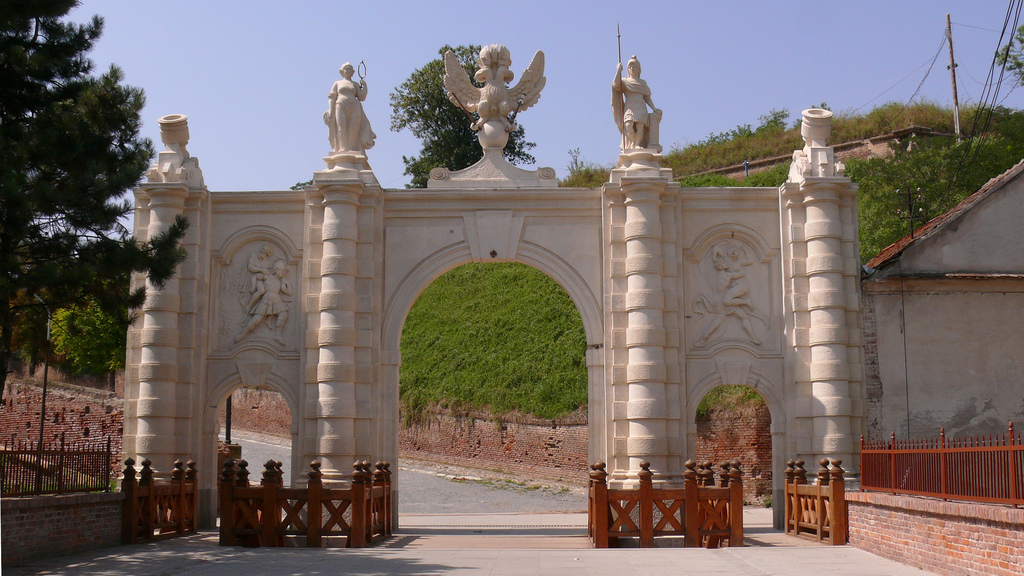
Az Alsó Károly-kapu

A vár már 997-ben létezett: I. István a vár egyik kapujára szegeztette ki Koppány testének egy darabját. Első okleveles említése azonban csak 1232-ből, II. András egy adománylevelében maradt fenn. A tatárjárás pusztításai után a vár 1469-ig elég gyenge állapotban volt, ekkor Mátyás király rendeletére földig rombolták. 1516-ban II. Ulászló elrendelte a vár régi falainak megerősítését. Amikor Buda török kézre kerülése után Izabella királyné Gyulafehérvárra költözött, Martinuzzi György húszezer katonával megostromolta a várat, de nem tudta bevenni.
A török háborúk során a vár súlyosan károsodott, ezért a Habsburgok 1715-1738 között új, Vauban-rendszerű, csillag alakú erődítményt építettek.
A várnak két bejárata van, az Alsó- és Felső-Károly-kapu. A Felső Károly-kapun III. Károly lovas szobra és Ausztria címere található.

## Érseki székesegyház

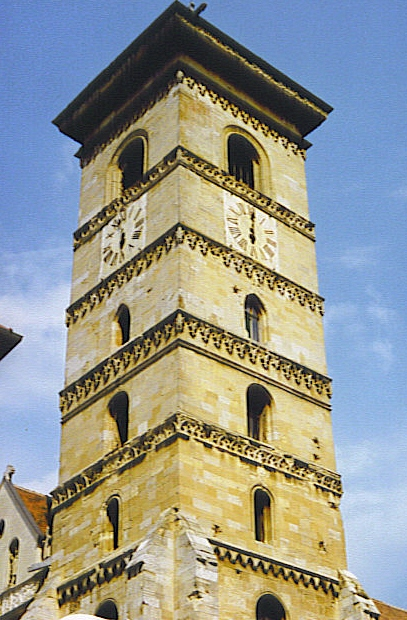
A római katolikus székesegyház tornya

A nyugati bejárat mellett a 2011-ben végzett ásatások egy 10. századi, görög kereszt alaprajzú templom maradványait tárták fel. Ez az építmény az első székesegyház építésekor már romokban állt.
A jelenlegi székesegyház helyén már 1009-ben az erdélyi püspökség megalapításakor elkezdték egy székesegyház építését, amely valószínűleg a Vata-lázadáskor pusztult el. A második székesegyházat valószínűleg Szent László király idejében kezdték el építeni, és a tatárjárás során rombolták le. A helyreállításkor visszaépítették a kereszthajó és szentély első négyzetét, melyhez karcsú kora gótikus szentélyt építettek. A 15. században boltozták be a főhajó nyugati részét és a tornyokat két szinttel megemelték. 1439-ben egy török betörés alkalmával a templom ismét károkat szenvedett. Az ekkori helyreállításhoz az esztergomi érsek mellett Hunyadi János is hozzájárult. A 16. század elején az északi előcsarnokot az úgynevezett Lászai-kápolnával bővítették. A Várday-kápolna 1512–14 között épült.
A román stílusú templom hossza 83 méter, szélessége 38 méter, magassága 19 méter. A főbejárattól balra Fráter György sírja látható. A déli mellékhajó nyugati részében a Hunyadiak sírjai, illetve azok maradványai láthatók. A legépebb a kormányzó testvérének sírja, középen a kormányzóénak tartott síremlék, míg a tőle keletre fekvő sírt Hunyadi Lászlóénak tartják. Az utóbbi kettő azonosítása teljesen bizonytalan, a kormányzó fekvő alakja például sokkal inkább Bocskai alakjára emlékeztet. A sírok a többszöri dúlás és áthelyezés miatt valójában üresek.

## Püspöki palota
A jelenlegi püspöki palota a székesegyház mellett található. Stílusában keverednek a reneszánsz és barokk elemek. Itt volt Márton Áron püspök kényszerlakhelye 1956–1967 között.

## Fejedelmi palota
A hajdani püspöki palotát János Zsigmond alakíttatta át fejedelmi palotává. Ebben lakott Izabella királyné Buda bevétele után.
A jelenleg látható reneszánsz formájú épület Bethlen Gábor korában Giacomo Resti itáliai építész vezetésével alakult ki. Az alacsony tetős palotát pártázatos oromfal díszítette, amely abban a korban kedvelt díszítés volt. Később ezt utánozták az alvinci, nagyváradi, dévai és radnóti kastélyok építésénél. Mivel az épület gyakran beázott, I. Rákóczi György a pártázatokat leverette.
A trónterem padlóját Bethlen Gábor korában virágos, színes mázú csempék borították, utána pedig tölgyfalécek közé fogott fehér alabástromlapok. A mennyezet festését Egerházi János végezte. A palota belsejét flandriai gobelinek, selyem- és bársonyterítők, függönyök, keleti szőnyegek és berakásos bútorok emelték a fejedelmi udvartartás fényét.
1658-ban a török-tatár csapatok feldúlták Gyulafehérvárt, ekkor ment tönkre a fejedelmi palota is. 1700-ban az épületet kaszárnyává alakították át, ami a belső díszítés tönkretételével járt.

## Apor-palota
A Batthyáneum mellett található reneszánsz palota a 17. század második felében épült. A 18. század elején itt lakott Stephan von Steinville gróf, az osztrák seregek parancsnoka; ebben az időszakban készültek el a barokk stílusú belső portálok. Az 1991-ben alapított 1918. December 1. Egyetem kapott helyet benne.

## Batthyáneum

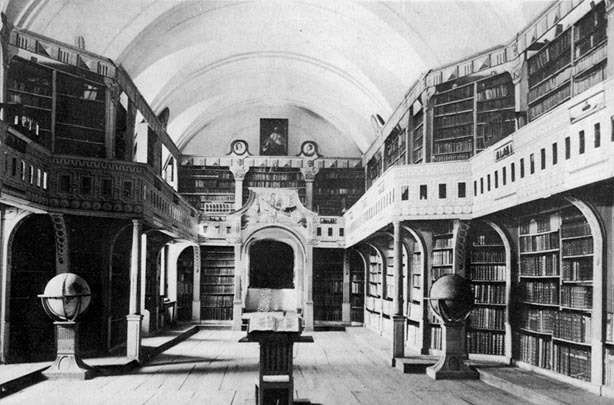
Batthyáneum

A Batthyáneum gyűjteményt, amelynek részei a könyvtár, ásvány- és kagylógyűjtemény, érmegyűjtemény, csillagvizsgáló és egyházművészeti gyűjtemény, 1789-ben Batthyány Ignác püspök adománya alapozta meg. A könyvtár Beke Antal, Buczy Emil, Fogarasy Mihály, Kovács Miklós, Lönhart Ferenc, Majláth Gusztáv, Temesvári János és mások adományaival gyarapodott. Itt őrzik a Románia területén található középkori latin kódexeknek a 80%-át. A kódexgyűjtemény legértékesebb darabja a 9. századi Codex aureus, egy arany betűkkel írt Máté- és Márk-evangélium. A Gyulafehérvári-kódexben található a gyulafehérvári glosszák-nak nevezett magyar nyelvemlék (1310–20).
A könyvtár épülete eredetileg a trinitáriusok temploma volt. A templomot és a hozzá tartozó zárdát Batthyány Ignác vásárolta meg, és alakíttatta át.

## Ortodox katedrális

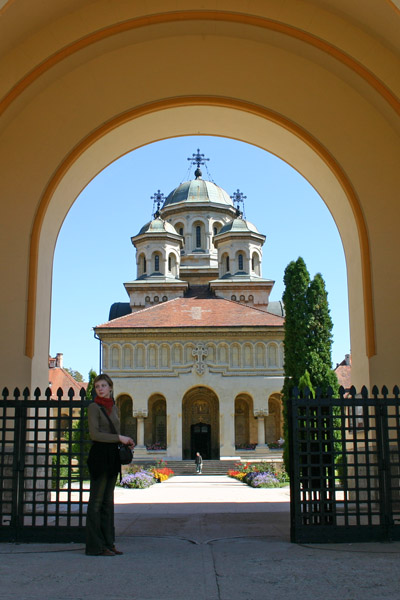
Az ortodox katedrális

Az ortodox katedrális a târgoviștei fejedelmi templom mintájára készült. Az impozáns méretű építményt D.Ghe. Stefanescu tervezte és T. Eremia vezetésével épült fel 1921–23 között. Itt koronázták meg 1922. október 15-én I. Ferdinánd román királyt, ezért a katedrálist nevezik koronázási katedrálisnak is (Catedrala Incoronarii).
A katedrális alaprajza körbeírt görög kereszt alakú, nyitott előtérrel. A templom belsejébe egy téglalap alakú pronaoszon át lehet bejutni. A freskókat a hagyományos ikonográfia szellemében Constantin Petrescu készítette. A bejárat két oldalán I. Ferdinánd és felesége Mária képei láthatóak.

## Képgaléria

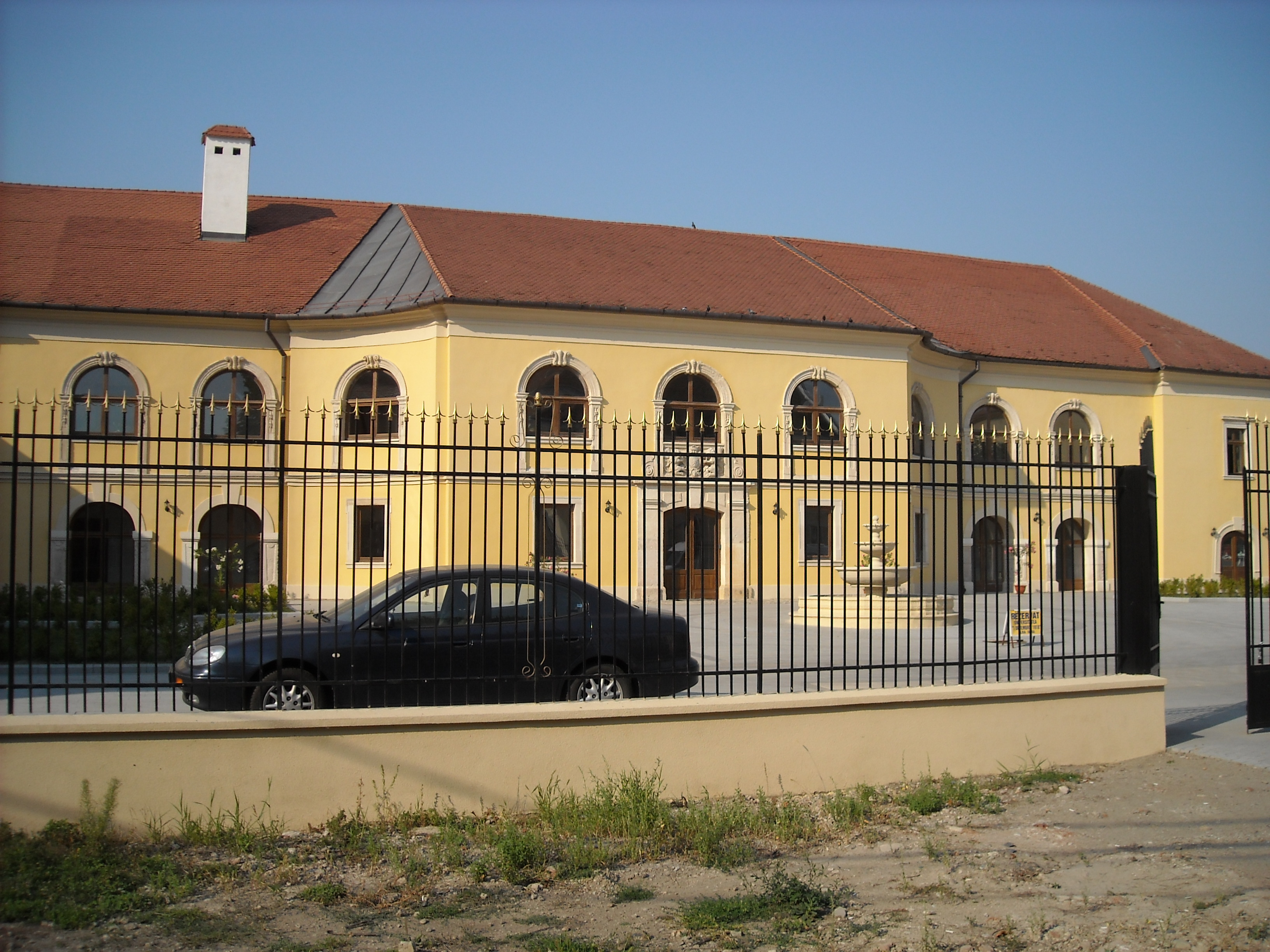
Apor-palota
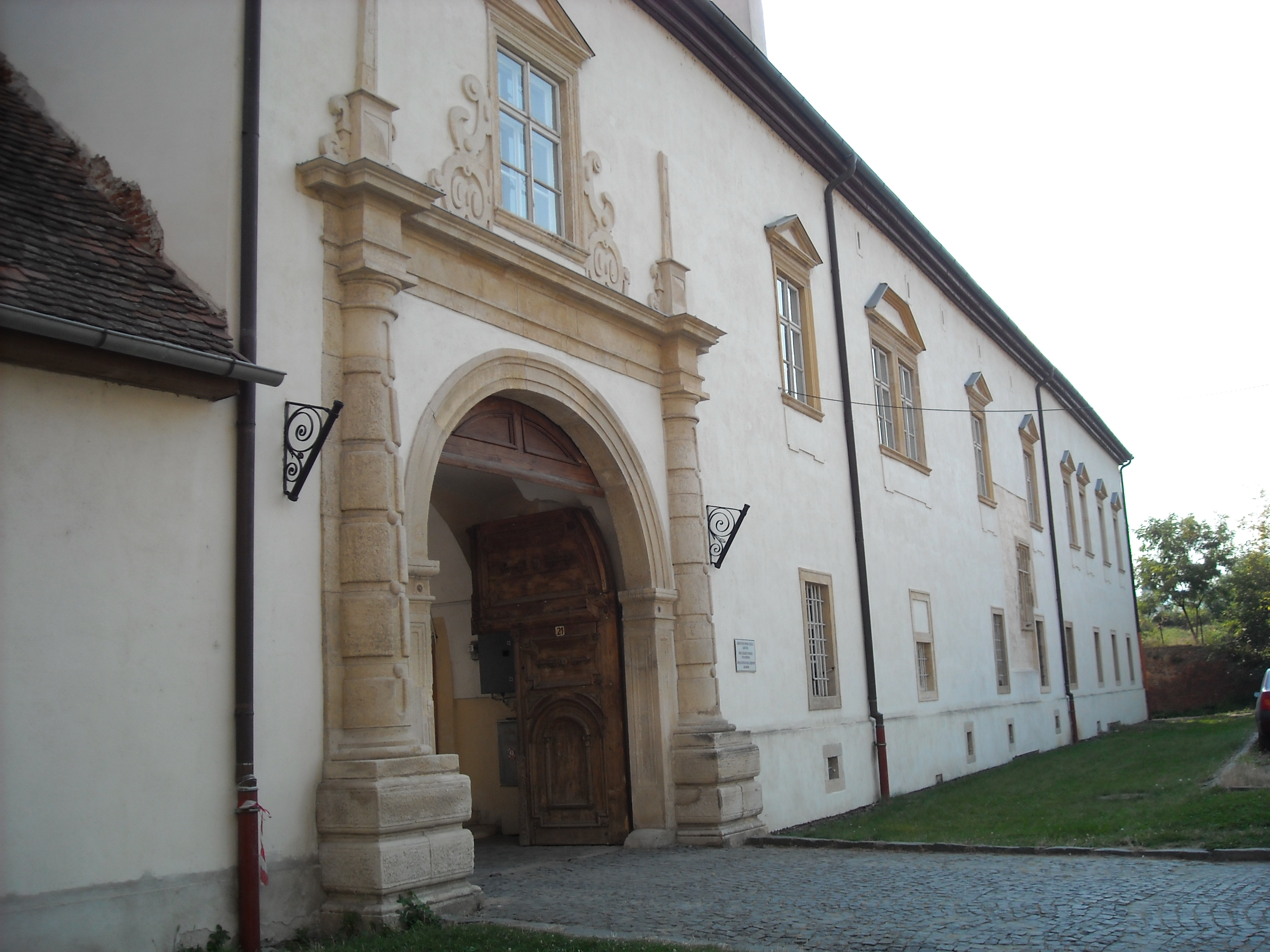
Érseki palota
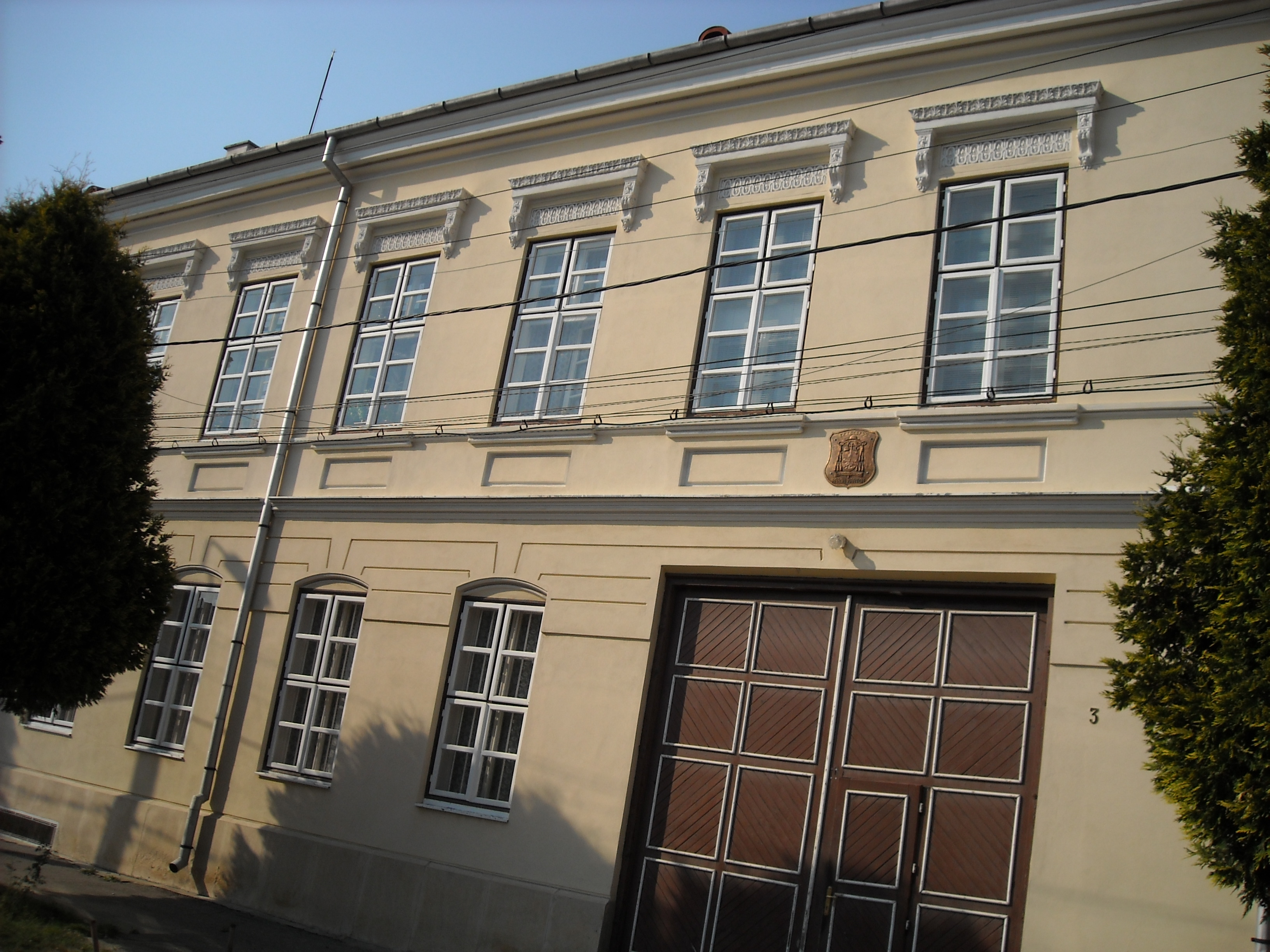
Papi szeminárium
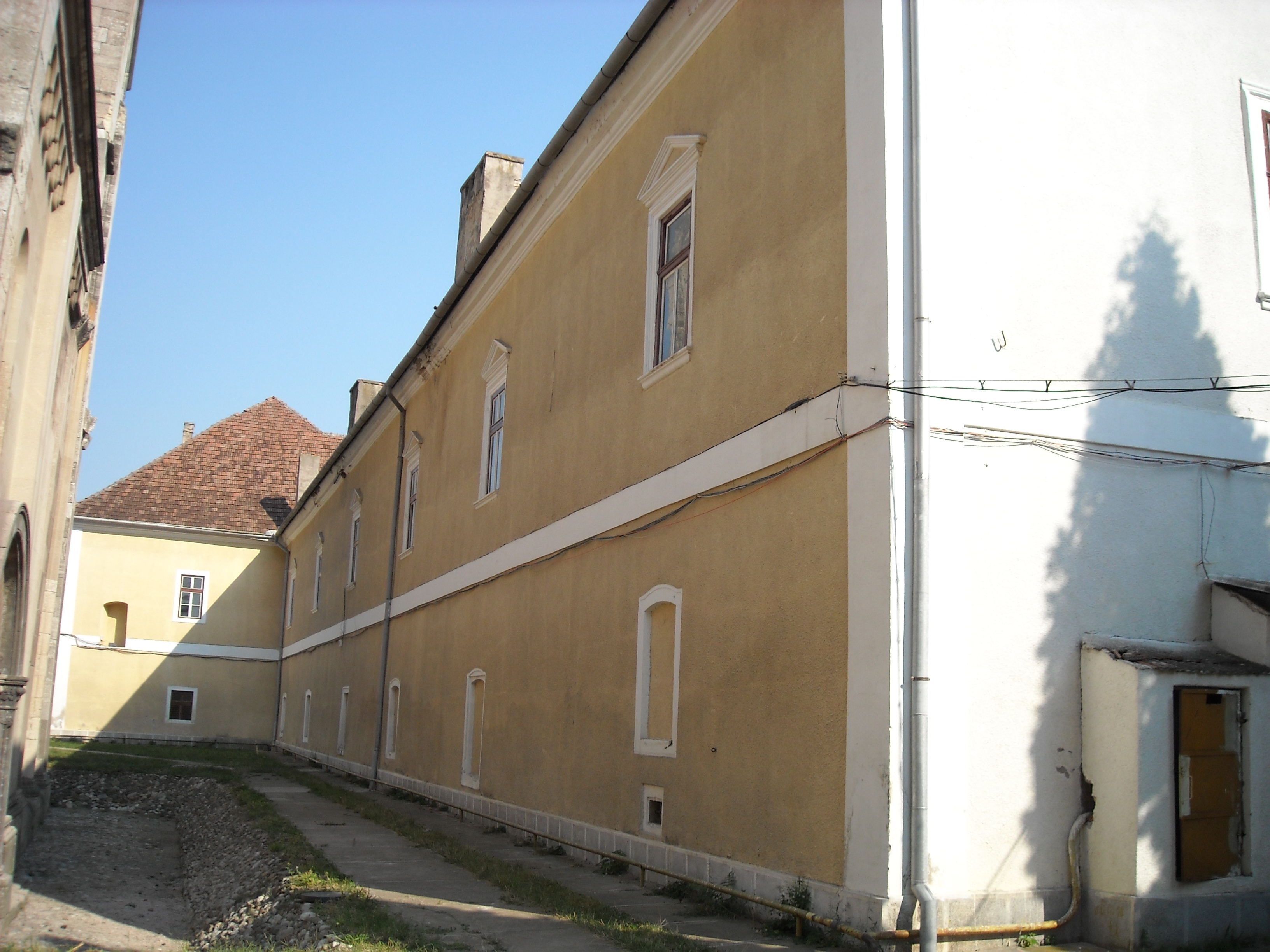
Fejedelmi palota
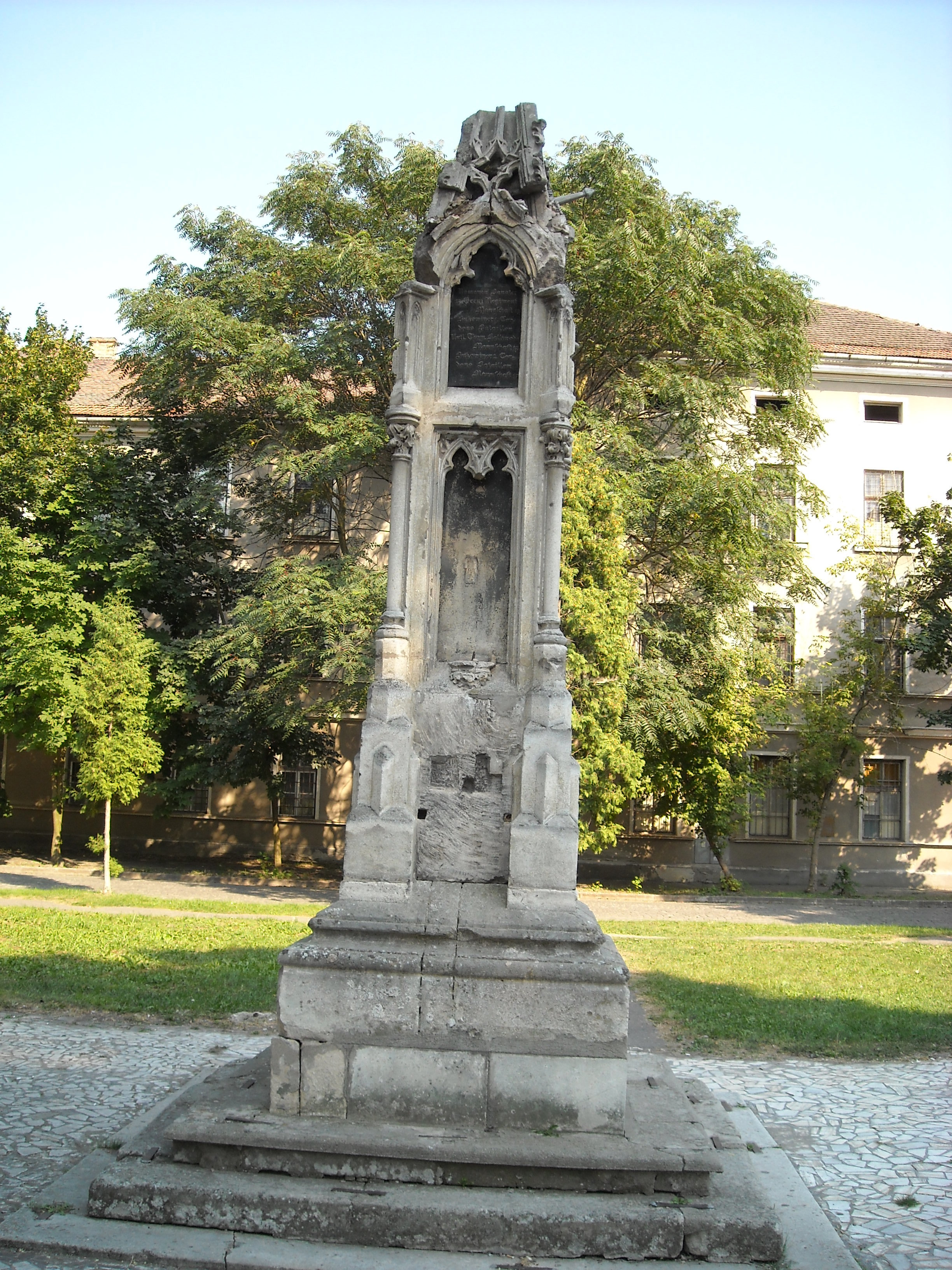
Lonesau-emlékmű
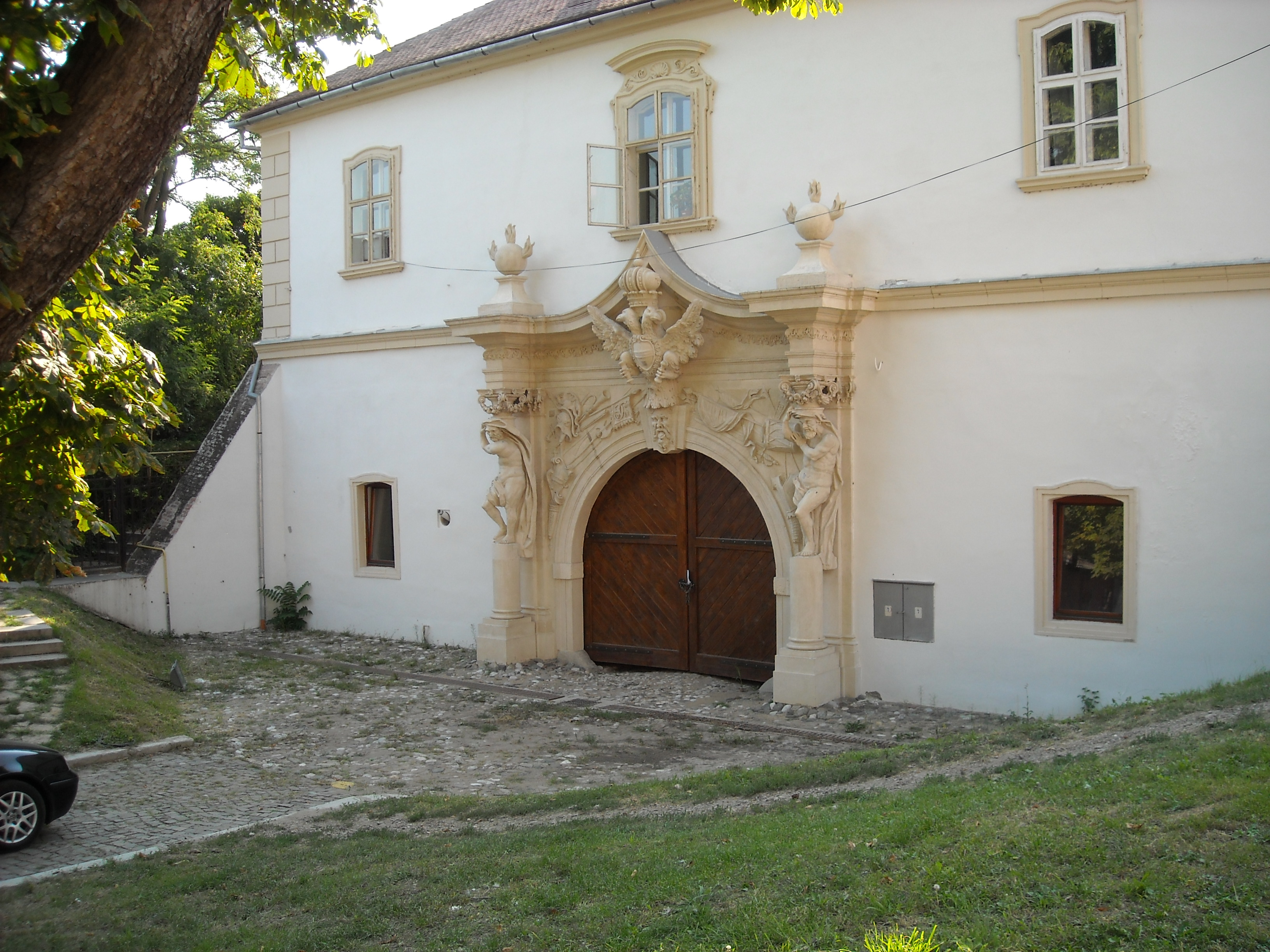
Az V. kapu
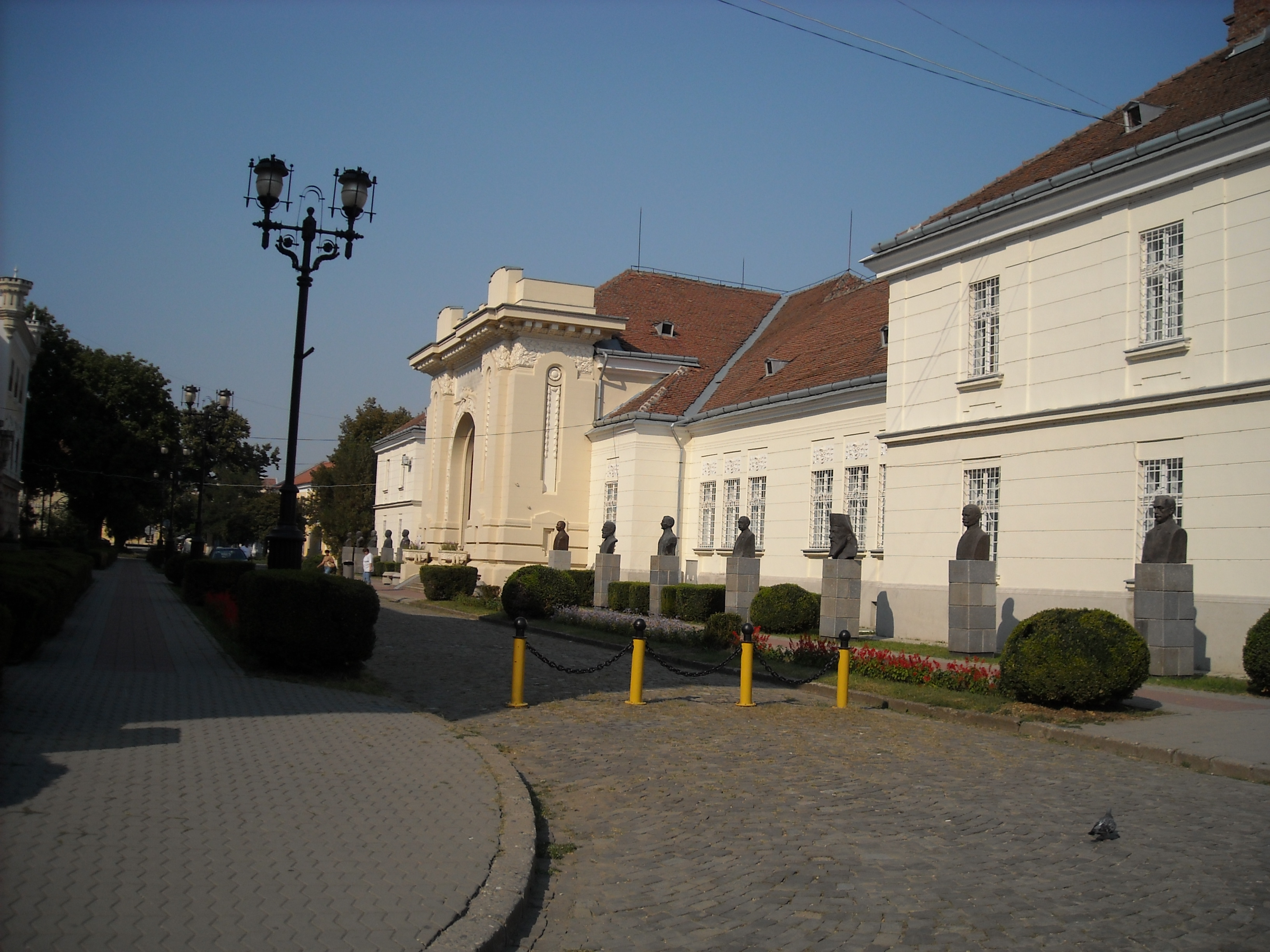
Az Egyesülés terme
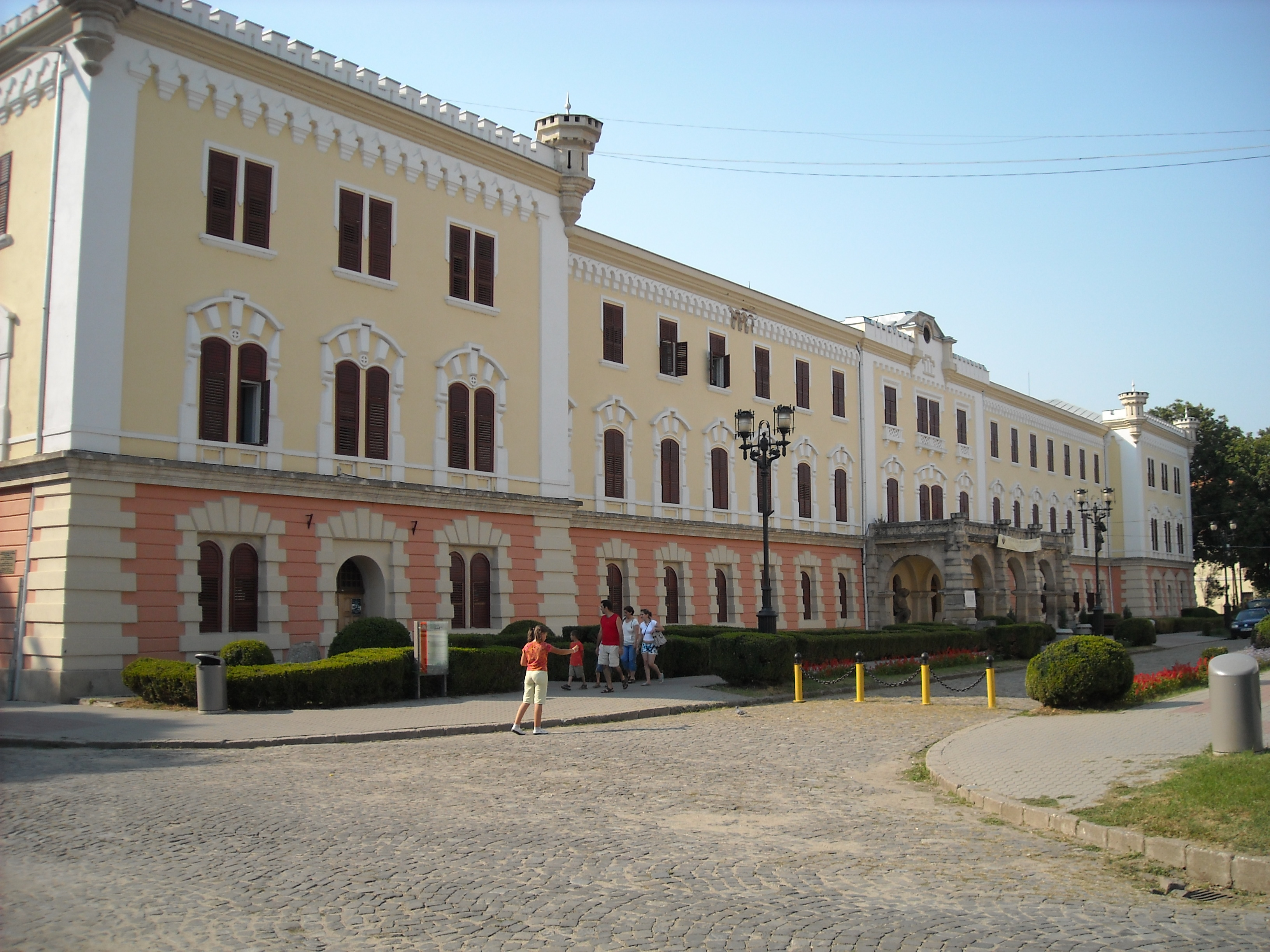
A Babilon
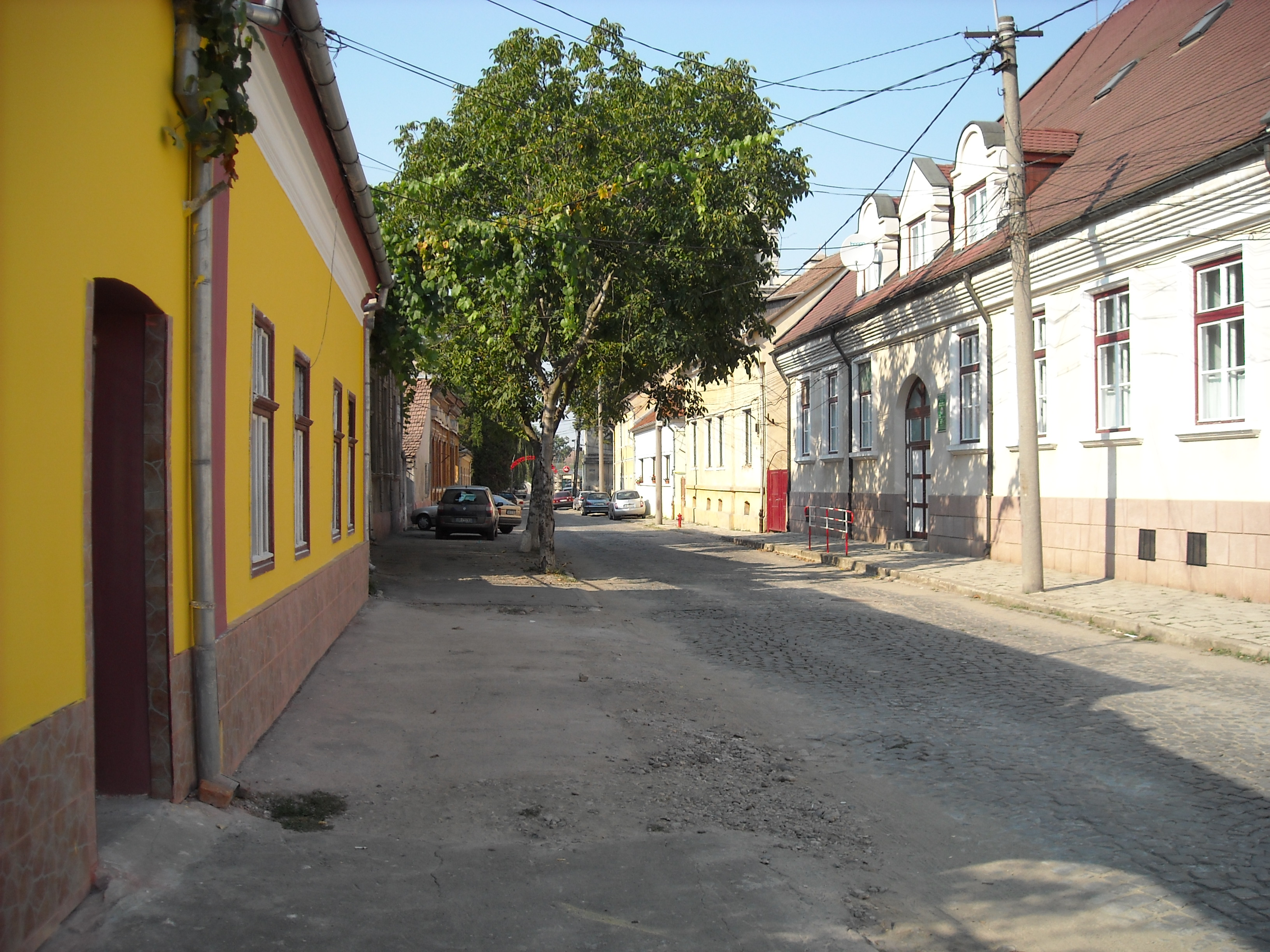
Utca a várban
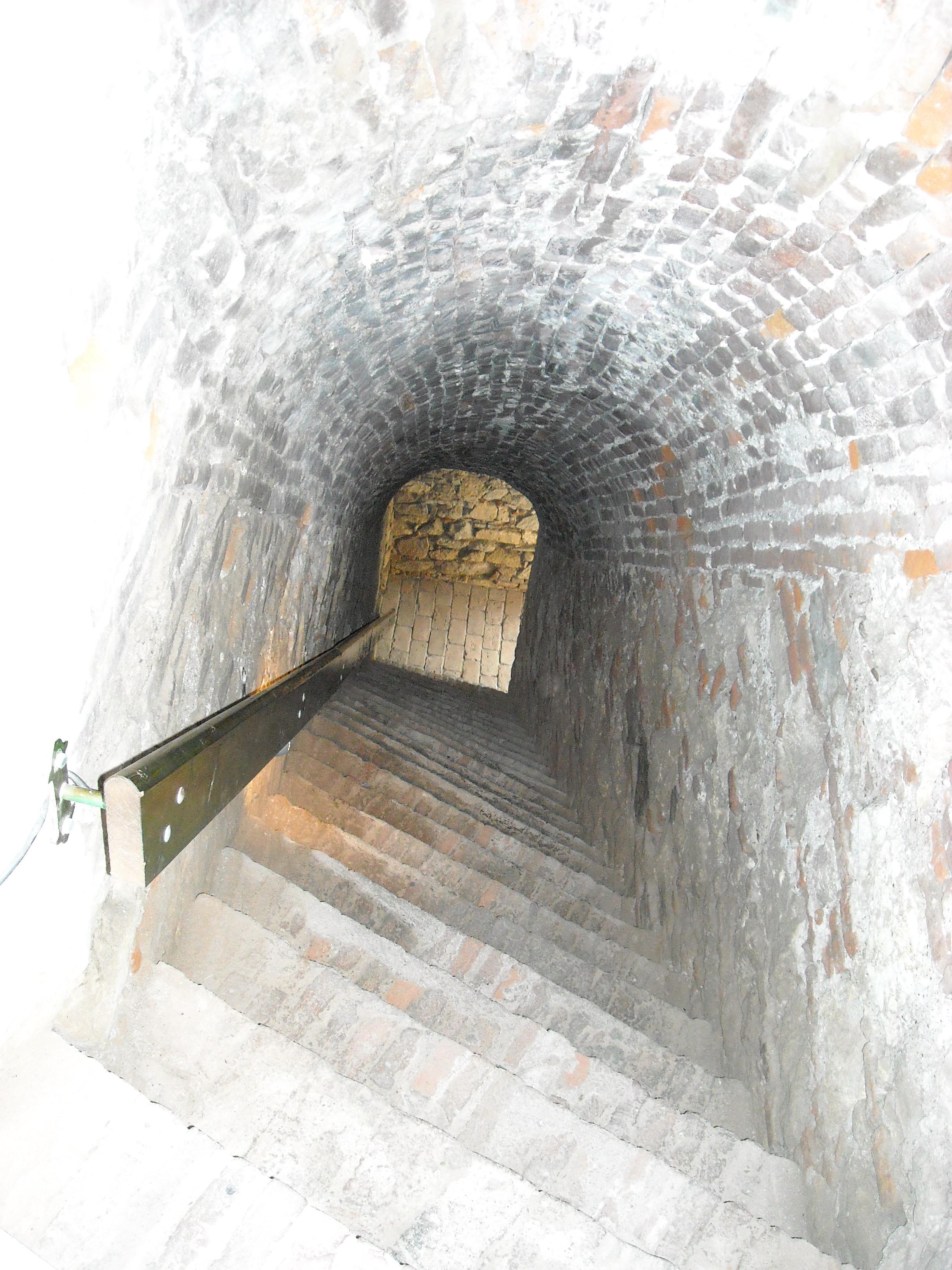
Az Eugen-bástya lőállásaihoz vezető rejtekfolyósó
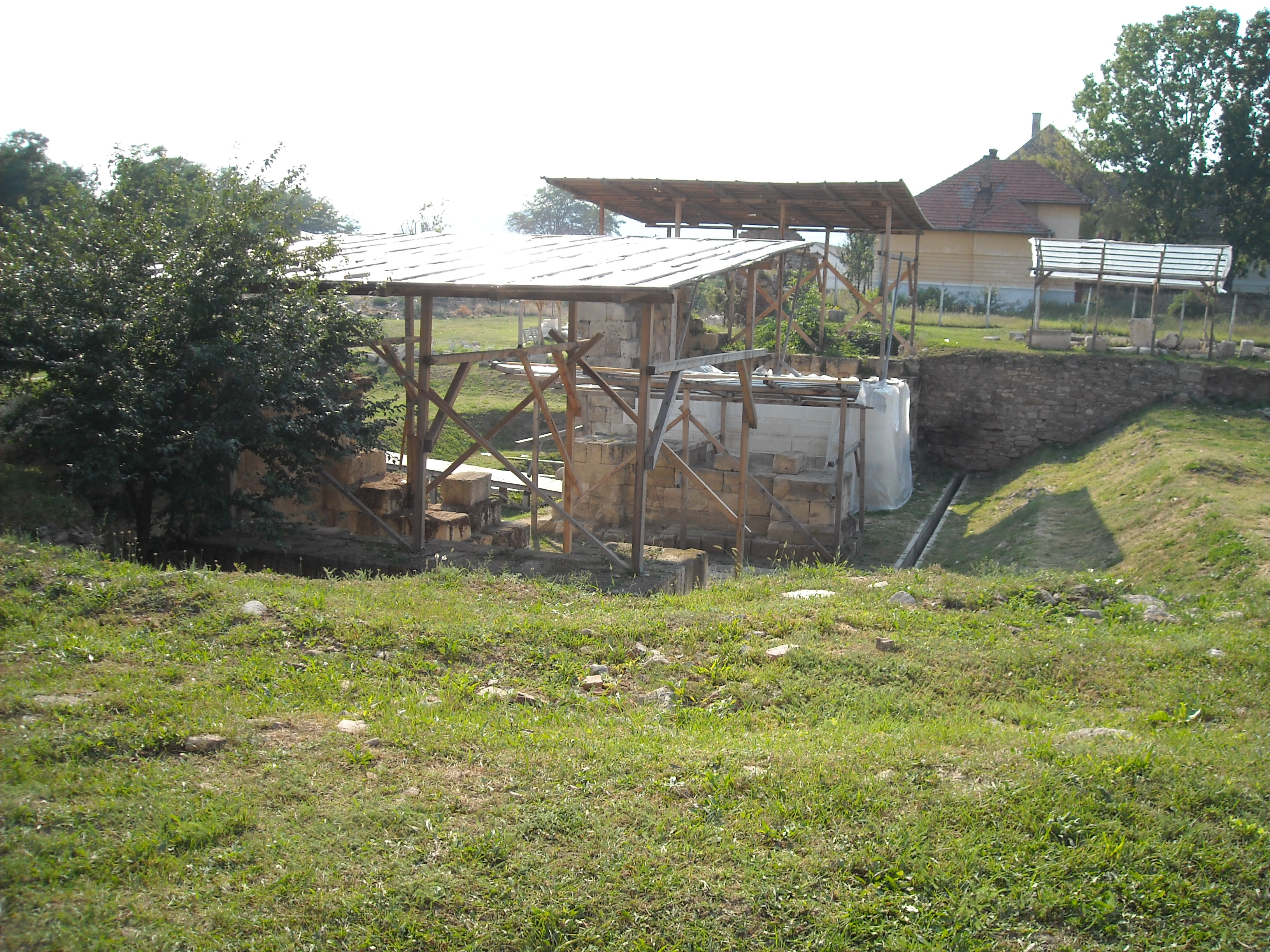
A római castrum kapuja